# تارتاس (رود)
تارتاس (به لاتین: Tartas) یک رود در روسیه است که در استان نووسیبیرسک واقع شده‌است.